# タケヒト
タケヒト（8月24日 - ）は、日本のギターリスト、実業家である。彩冷えるのギター担当。東京都世田谷区出身。血液型A型、身長172cm、体重59kg。桐蔭学園高等学校、慶應義塾大学経済学部卒業。所属事務所「合同会社ColdColor」代表取締役も務めている。

## 略歴
- 2004年5月、彩冷えるを結成。
- 2010年8月7日、彩冷えるから脱退。
- 2010年8月、AYABIEを結成。
- 2016年、タケヒト以外のメンバーがAYABIEを脱退し、当バンドがタケヒトのソロプロジェクトとなった[1]。
- 2018年8月24日、AYABIEのラストライブを開催。
- 2019年5月8日、彩冷えるとして活動を再開。

## 人物
- 好きなアーティストはX JAPAN。
- 彩冷えるメンバー全員がキャリアを活かせたら面白いと思い、他のメンバーはソロでの活動が目立っている中、会社員として働いていたため、会社「合同会社ColdColor」を立ち上げた。理由としては「各自のスキルを発揮できると思った。」と公言している[2]。
- 大学が経済学部で、会社の仕事、プレゼン、書類制作等を学んでいたため、メンバー全員に事業計画書を配布していた。

## 使用機材

### ギター
- ESP FOREST
  - メインギター。オリジナルモデル。ヘッド～ネックに巻かれているホワイトバインディングと、ゴールドパーツがついている。
- ESP FOREST-G
  - パーツはゴールドに、ピックアップはセイモアダンカンに交換されている。